# 24h Europe – The Next Generation
24h Europe – The Next Generation ist eine 24-stündige Fernsehdokumentation von Arte, rbb, SWR und BR/ARD-Alpha über das geografische Europa und seine jungen Menschen, zwischen 18 und 30 Jahren – der nächsten Generation. Sie berichtet in Echtzeit vom Alltag von 67 Protagonisten aus den verschiedensten Berufen, sozialen Klassen, Religionen und Ethnien, die repräsentativ sind für die Bevölkerung Europas. Die Hauptdreharbeiten begannen am 15. Juni 2018 um 6 Uhr und endeten am 16. Juni 2018 um 6 Uhr. Die Erstausstrahlung erfolgte am 4. und 5. Mai 2019 zwischen 6 und 6 Uhr. Für die Gesamtregie waren Britt Beyer und Vassilli Silovic verantwortlich. Jeder Protagonist wurde von einem Team begleitet, das jeweils eine eigene Regie hatte.
Nach 24h Berlin – Ein Tag im Leben, 24h Jerusalem und 24h Bayern – Ein Tag Heimat ist dies das vierte 24h-Projekt von Volker Heise, dem Ideengeber des Formats, und Produzent Thomas Kufus, die dieses Mal nicht nur eine Stadt oder ein Bundesland in den Mittelpunkt stellten, sondern einen ganzen Kontinent.

## Produktion
24h Europe – The Next Generation ist eine Begegnung mit der jungen Generation Europas, den sogenannten Millennials. 67 junge Menschen im Alter zwischen 18 und 30 Jahren aus 26 Ländern wurden an einem Tag in den verschiedensten Ecken des geografischen Europas begleitet. Dabei wurden ihre Blickwinkel eingenommen, ihre Geschichten erzählt und ihre unterschiedlichen Realitäten filmisch festgehalten.
Konzept der Reihe 24h ist es, die von ihr porträtierten Menschen über den Tag zu begleiten und daraus eine Erzählung zu formen, die sich an dem zeitlichen Verlauf des Tages orientiert. Beginn von 24h ist jeweils um 6 Uhr morgens, das Ende jeweils um 6 Uhr am folgenden Tag. Was um eine bestimmt Zeit ausgestrahlt wird, ist auch zu dieser Zeit bei den Dreharbeiten passiert.
Um den Rahmen der Erzählung zu finden, wurden die großen Themen für die begleitete Generation identifiziert. Die sind u. a.: Mobilität, Ökologie, Neuer Feminismus, Urbanisierung, politische Radikalisierung, Jugendarbeitslosigkeit. Jeder Protagonist wurde neben seiner persönlichen Geschichte und Ausstrahlung danach ausgewählt, dass er eines dieser Themen repräsentiert, die im Mittelpunkt der europäischen Verheißung und Debatte stehen.
Zur Recherche des Films waren mehr als 30 Teams in allen Ländern Europas unterwegs, haben mögliche Mitwirkende interviewt und mit dem Smartphone gefilmt. Die Suche nach den Protagonisten dauerte mehrere Monate. Nach Abschluss der Recherche saßen alle am Projekt Beteiligten zusammen und wählten die geeignetsten Protagonisten aus. Einige von ihnen standen erst kurz vor dem Drehtag im Juni 2018 fest.
Aufgabe der Teams war es ihre Protagonisten zu begleiten, ohne sich aufzudrängen oder gar zu inszenieren. Um sicherzustellen, dass alle Teams ihr Material entsprechend dem Konzept und der Idee des Films erstellten, gab es im Mai 2018 einen Workshop in Berlin, in dem die goldenen Regeln für die Regisseure, die Kameraleute und die Aufnahmeleitung vermittelt wurden. So mussten die Teams etwa ohne zusätzliches Licht drehen. Es waren nur Handkameras erlaubt, also keine Stative. Zusätzlich wurden Impressionen gefilmt, die charakteristisch für den Ort und seine Landschaft sind. Da das Format in Echtzeit erzählt, verlangt es nach einer spezielle Stilistik. Zeitsprünge oder Rückblenden etwa sind hier nicht möglich. Von den 48 Kamerateams begleiteten 16 Teams jeweils zwei anstatt nur einen Protagonisten.
Hauptdrehtag war Freitag, der 15. Juni 2018. Am 14. und 16. Juni wurden zusätzlich Impressionen aus dem Umfeld der Protagonisten gedreht.
260 Teammitglieder waren bei den Dreharbeiten in 26 Ländern in ganz Europa tätig. Es entstanden insgesamt 700 Stunden Material in 28 verschiedenen Sprachen und Dialekten, die alle im Programm zu hören sind.
Pro Protagonist entstand jeweils ein Rohschnitt von eineinhalb bis fünf Stunden. Der Schnitt erfolgte parallel acht Monate lang in mitunter fünf Schnitträumen, die in zwei Schichten arbeiteten.
Nach Ausstrahlung ist 24h Europe – The Next Generation in den Mediatheken der Sender für ein Jahr verfügbar.
Unter den porträtierten Menschen sind etwa Astrid (Norwegen), eine Überlebende des Massakers auf der Insel Utøya; Candy Crash (Deutschland), YouTuberin; Dominika (Ungarn), Aussteigerin; Katya (Tschernobyl/Ukraine), Radioökologin; Khalifa (Frankreich), Erzieher und Rapper; Nikolay (Russland), Arzt. Sieben der Protagonisten stammen aus Deutschland und einer aus der Schweiz.
24h Europe – The Next Generation bezieht Ergebnisse der Studie Generation What? mit ein.